# Golem Arcana
Golem Arcana est un jeu vidéo de type wargame développé et édité par Harebrained Schemes, sorti en 2014 sur iOS et Android. Il utilise des figurines physiques et un stylet Bluetooth.

## Accueil
- Origins Awards 2015 : « Meilleures règles pour un jeu de figurines »[1]